# Azakoronaéter

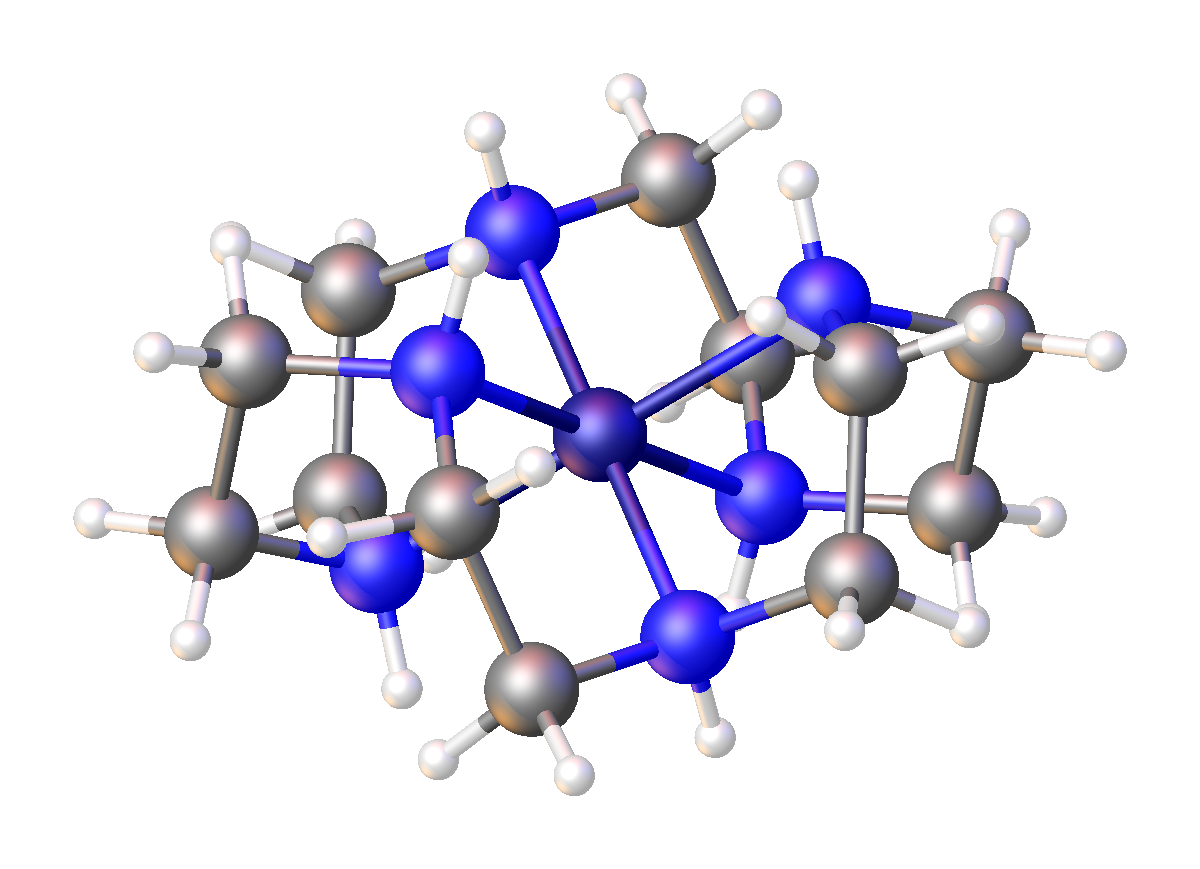
A Co(CH_{2}CH_{2}NH)_{6}^{3+} szerkezete

Az azakoronaéter makrociklusos vegyület, a koronaéter (gyűrűs poliéter) nitrogéntartalmú megfelelője. Míg a koronaéterek képlete (CH2CH2O)n, az azakoronaétereké (CH2CH2NH)n, ahol n = 3, 4, 5, 6. Az alaposabban vizsgált azakoronaéterek közé tartozik a triazaciklononán (n = 3), a ciklén (n = 4), és a hexaaza-18-korona-6 (n = 6).

Néhány azakoronaéter és azok komplexei
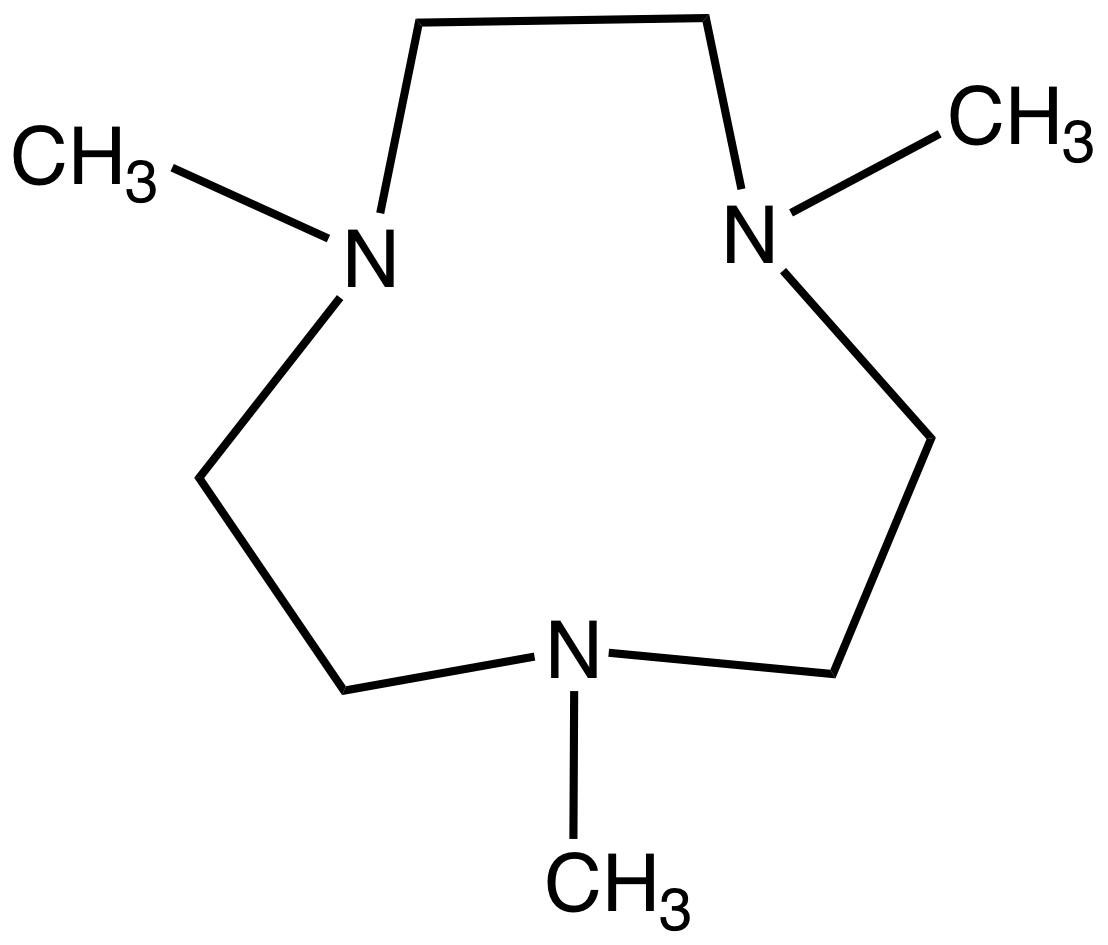
Az 1,4,7-trimetil-1,4,7-triazaciklononán tridentát ligandum, a koordinációs kémiában használják
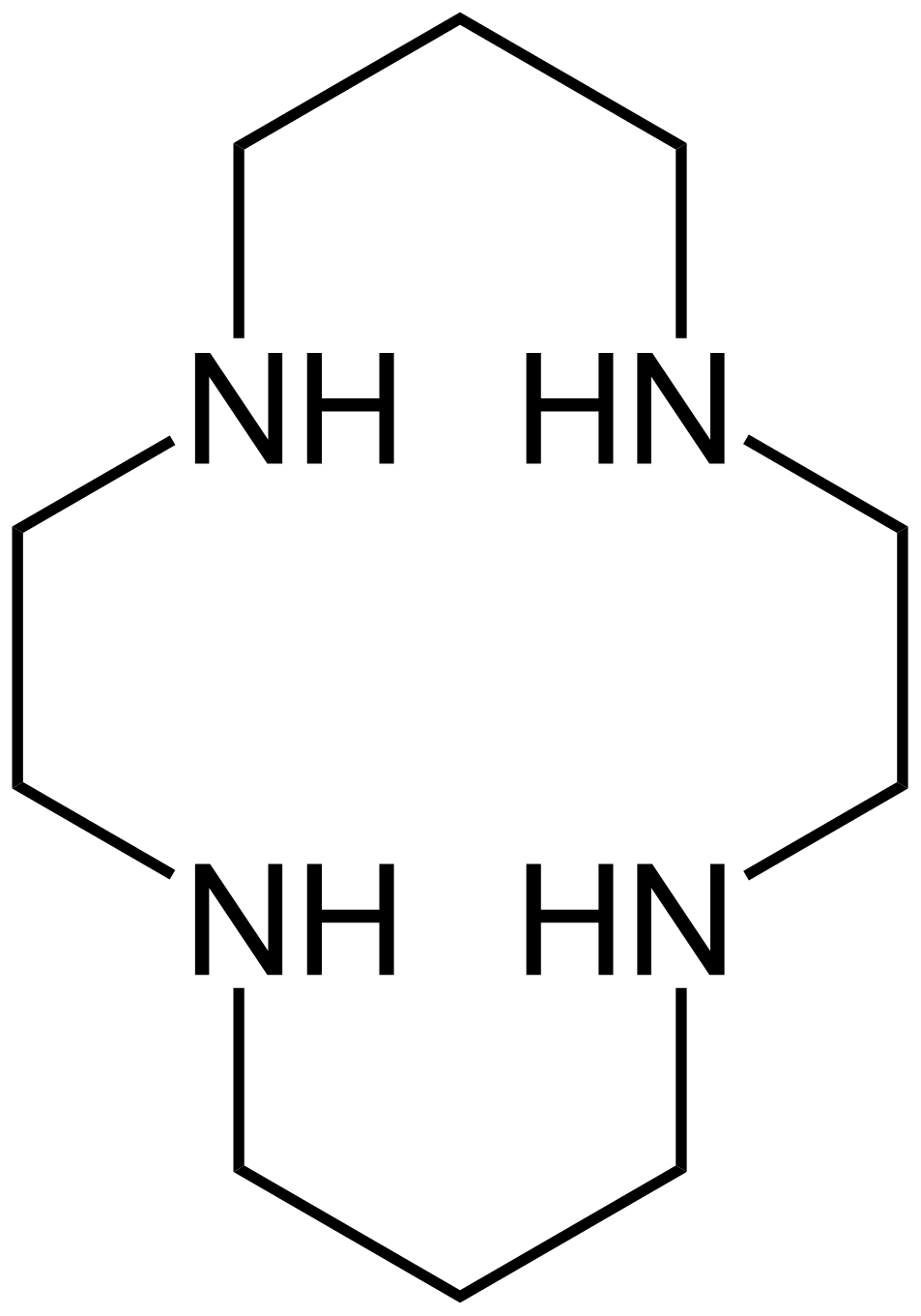
A ciklám tetraazakoronaéter, melyben váltakozva (CH2)2 és (CH2)3 hidak kötik össze az amincentrumokat
A plerixafor a ciklám egyik származéka, limfóma és mielóma multiplex kezelésére használják[6]
A [2.2.2]kriptand a vegyes éter-aminok közé tartozó azakoronaéter

## Szintézise
Az azakoronaéterek szintézise a makrociklusos vegyületek előállításával kapcsolatos nehézségekkel jár együtt. A (CH2CH2NH)6 18 tagú gyűrűjét két triamin komponens összekapcsolásával lehet előállítani. Dietilén-triamint tozil-kloriddal reagáltatva két szekunder szulfonamidot tartalmazó származékot nyernek, mely vegyület makrociklizációs reakciók építőelemeként használatos.

## Változatai
Többféle azakoronaéter is létezik.
- Változó hosszúságú hidak: Az azakoronaéterekben gyakran találhatók trimetilén- ((CH2)3) vagy etilénhidak ((CH2)2), ilyen például a ciklám (1,4,8,11-tetraazaciklotetradekán).
- Tercier aminok: Számos azakoronaéterben az amin funkciós csoportok egy része vagy mindegyike tercier amin, ilyen például a trimetiltriazaciklononán (CH2CH2NCH3)3 nevű tri(tercier amin). A háromdimenziós azakoronaéterekben – kriptandokban – is tercier aminok találhatók.
- Vegyes éter-amin ligandumok: A makrociklusos ligandumok másik nagy csoportja, melyekben éter- és amin funkciós csoport is található.[8] Ilyen vegyület például a diaza-18-korona-6 [(CH2CH2O)2(CH2CH2NH)]2.[9]
- Lariátkoronák: Az aminok jelenléte lehetővé teszi lariát-koronaéterek előállítását, melyek oldalláncai elősegítik a komplexképzést a kationnal.[10]

## Fordítás
Ez a szócikk részben vagy egészben  az   Aza-crown ether című angol Wikipédia-szócikk ezen változatának fordításán alapul.  Az eredeti cikk szerkesztőit annak laptörténete sorolja fel. Ez a jelzés csupán a megfogalmazás eredetét és a szerzői jogokat jelzi, nem szolgál a cikkben szereplő információk forrásmegjelöléseként.